# ラブライブ! 虹ヶ咲学園スクールアイドル同好会 Memorial Disc 〜Blooming Rainbow〜
『ラブライブ！虹ヶ咲学園スクールアイドル同好会 Memorial Disc 〜Blooming Rainbow〜』（ラブライブ にじがさきがくえんスクールアイドルどうこかい メモリアル ディスク ブルーミング レインボー）は、2019年8月21日に発売された虹ヶ咲学園スクールアイドル同好会の映像作品。2019年3月30日にステラボールにて行われたイベント『ラブライブ！虹ヶ咲学園スクールアイドル同好会 校内マッチングフェスティバル』の夜公演の模様と、1stアルバム『TOKIMEKI Runners』の発売記念イベントの模様が収録される。

## リリース
虹ヶ咲学園スクールアイドル同好会にとって初の映像作品。校内マッチングフェスティバルの夜の部でBlu-rayの発売決定が発表された。ナンバリングライブ前に行われたイベントがBDでリリースされるのはμ's・Aqoursでは前例がなかったためラブライブ!シリーズ初の試みとなる。
初回生産分には「ラブライブ！フェス」の先行抽選申込券が付属する。

## チャート成績
2019年8月20日付のオリコンBD総合デイリーランキングで4位にランクイン。その後も上位をキープし、8月21日付では1位にランクアップした。9月2日付のオリコン週間ランキングでは、音楽BD週間ランキングで初動2.0万枚を売り上げ3位にランクイン。BD/DVD合算チャートでは4位にランクインした。
2週目も勢いは全く衰えず、8月31日付のデイリーランキングでは2週目にもかかわらずSexy Zoneの『Sexy Zone LIVE TOUR 2019 PAGES』を破りデイリー1位に浮上。9月9日付の音楽BD週間シングルランキングで1.3万枚を売り上げ2位に浮上。累計3.2万枚となり、2019年度のラブライブ!シリーズの音楽BDで最も高い売り上げとなった。最終的な累計は3.6万枚に達している。

## 収録内容
1. 「TOKIMEKI Runners」発売記念イベント ODAIBA TOKIMEKI ステージ
2. TOKIMEKI Runners - 虹ヶ咲学園スクールアイドル同好会[メンバー 1]

1. 「TOKIMEKI Runners」発売記念お渡し会 全国TOKIMEKIリレー
2. 校内マッチングフェスティバル

1. ダイアモンド - 中須かすみ（相良茉優）
2. ドキピポ☆エモーション - 天王寺璃奈（田中ちえ美）
3. あなたの理想のヒロイン - 桜坂しずく（前田佳織里）
4. Evergreen - エマ・ヴェルデ（指出毬亜）
5. 眠れる森に行きたいな - 近江彼方（鬼頭明里）
6. Starlight - 朝香果林（久保田未夢）
7. CHASE! - 優木せつ菜（楠木ともり）
8. めっちゃGoing!! - 宮下愛（村上奈津実）
9. 夢への一歩 - 上原歩夢（大西亜玖璃）
10. TOKIMEKI Runners - 虹ヶ咲学園スクールアイドル同好会[メンバー 1]

1. 校内マッチングフェスティバル メイキング映像
2. 校内マッチングフェスティバル 幕間映像

## エピソード
- マッチングフェスティバル直前に入院していた大西亜玖璃[2] は、入院中に練習へ参加できなかったことに負い目を感じており、MC中に涙を流す場面が見られた。しかしながらファンの歓声とメンバーに支えられ、涙ながらもイベントを最後までやり遂げた[3]。

### ユニットメンバー
1. 1 2  上原歩夢（大西亜玖璃）、中須かすみ（相良茉優）、桜坂しずく（前田佳織里）、朝香果林（久保田未夢）、宮下愛（村上奈津実）、近江彼方（鬼頭明里）、優木せつ菜（楠木ともり）、エマ・ヴェルデ（指出毬亜）、天王寺璃奈（田中ちえ美）